# Сен-Жорж-сюр-ла-Пре
Сен-Жорж-сюр-ла-Пре (фр. Saint-Georges-sur-la-Prée) — коммуна во Франции, находится в регионе Центр. Департамент — Шер. Входит в состав кантона Грасе. Округ коммуны — Вьерзон.
Код INSEE коммуны — 18210.

## География
Коммуна расположена приблизительно в 185 км к югу от Парижа, в 80 км южнее Орлеана, в 39 км к северо-западу от Буржа.
По территории коммуны протекают две реки: Шер и Пре.

## Население
Население коммуны на 2008 год составляло 341 человек.
| 1962 | 1968 | 1975 | 1982 | 1990 | 1999 | 2008 |
| ---- | ---- | ---- | ---- | ---- | ---- | ---- |
| 398  | 401  | 347  | 367  | 590  | 601  | 641  |

## Экономика

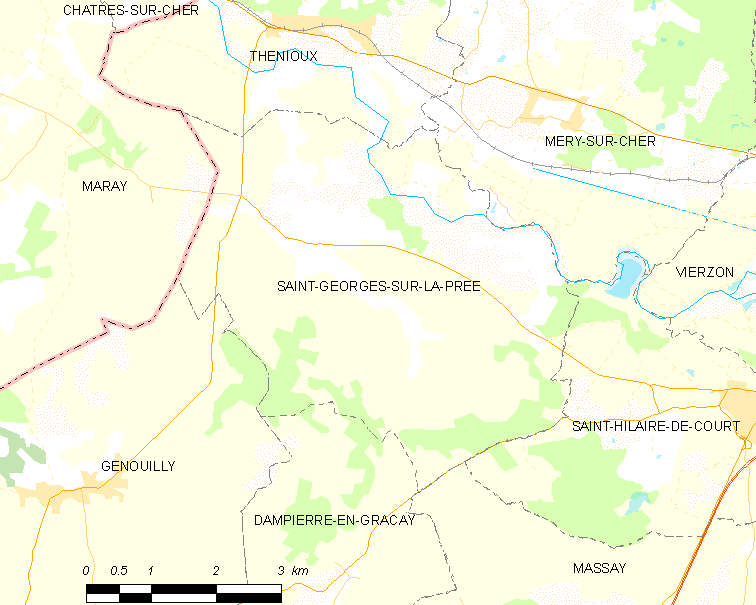
Карта коммуны

В 2007 году среди 406 человек в трудоспособном возрасте (15-64 лет) 304 были экономически активными, 102 — неактивными (показатель активности — 74,9 %, в 1999 году было 67,9 %). С 304 активных работало 275 человек (155 мужчин и 120 женщин), безработных было 29 (15 мужчин и 14 женщин). Среди 102 неактивных 39 человек были учениками или студентами, 32 — пенсионерами, 31 были неактивными по другим причинам.

## Достопримечательности
- Замок Розе (XV век). Исторический памятник с 2000 года[3]
- Церковь Сен-Жорж (XII век)
- Музей охры